# Phagotrophie
La phagotrophie est un mode d'alimentation qui consiste à se nourrir à partir de matière organique « figurée », c'est-à-dire particulaire ou massive, par opposition à l'osmotrophie qui concerne la matière organique dissoute. Dans le cas des micro-organismes, la nourriture est incorporée par phagocytose, c'est-à-dire à l’aide de pseudopodes ou d'un cytostome. Chez les animaux, où ce mode d'alimentation est le plus répandu, l'incorporation (ingestion) se fait très généralement au niveau d'une bouche.
La phagotrophie comporte de nombreuses modalités, selon que les aliments sont prélevés vivants ou inertes, à différents états de décomposition, ou selon qu'ils se présentent sous une forme particulaire (microphagie) ou massive (macrophagie).
Un organisme qui n'est pas phagotrophe est dit osmotrophe ou absorbotrophe.